# موكب يوم نصر موسكو 2012

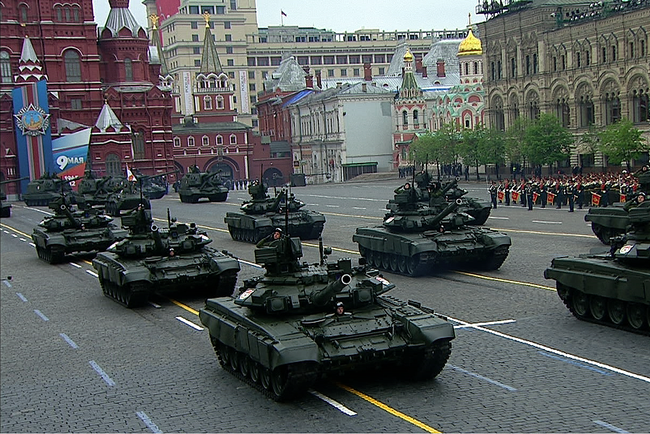

موكب يوم النصر في موسكو 2012، عقد يوم 9 مايو 2012 لاحياء ذكرى استسلام ألمانيا النازية في عام 1945. يمثل الموكب انتصار الاتحاد السوفيتي في الحرب الوطنية العظمى. يعقد موكب يوم النصر في موسكو أكبر مدينة في روسيا وعاصمتها، ويكون بمشاركة وحدات من الجيش الروسي حيث يتم استعراض آخر ما توصلت إليه صناعة الاسلحة الروسية من دبابات وطائرات وقاذفات صواريخ وغيرها.